# Как было написано первое письмо
«Как было написано первое письмо» — советский кукольный мультипликационный фильм, снятый в 1984 году на студии «Киевнаучфильм» режиссëром Анатолием Кириком по мотивам сказки Редьярда Киплинга.

## Сюжет
Действие мультфильма происходит в каменном веке, когда ни один человек не умел ни читать, ни писать. Отправившись на охоту, глава семейства взял с собой дочку - маленькую девочку. Охота не удалась, так как у отца сломалось копьё, вместо этого он решил наловить рыбы, а дочку послать за новым копьём. Девочка решила передать просьбу через незнакомца из другого племени, но тот не понимал их язык. Тогда девочка попыталась на коре дерева изложить просьбу к маме, и нацарапала на ней и папу, и копьё, и бобров, и всё, что поместилось. Так и вышло первое письмо, и хотя не всегда его правильно понимали, но настанет день и они придумают буквы и будут читать и писать, и больше не будет недоразумений…

## СъЁмочная группа
- Автор сценария — Наталья Абрамова
- Режиссëр — Анатолий Кирик
- Художник-постановщик — Наталья Горбунова
- Композитор — Иван Карабиц
- Оператор — С. Бодак
- Звукооператор — И. Мойжес
- Мультипликаторы: Э. Лисицкая, Ж. Таран, А. Трифонов
- Куклы и декорации изготовили: Я. Горбаченко, Вадим Гахун, Анатолий Радченко, В. Яковенко, В. Давиденко, О. Кульчицкий
- Монтаж Ю. Сребницкой
- Редактор — Л. Пригода
- Директор — Н. Литвиненко
- Текст читает Константин Степанков (в титрах не указан)